# Gutshaus Buschhof

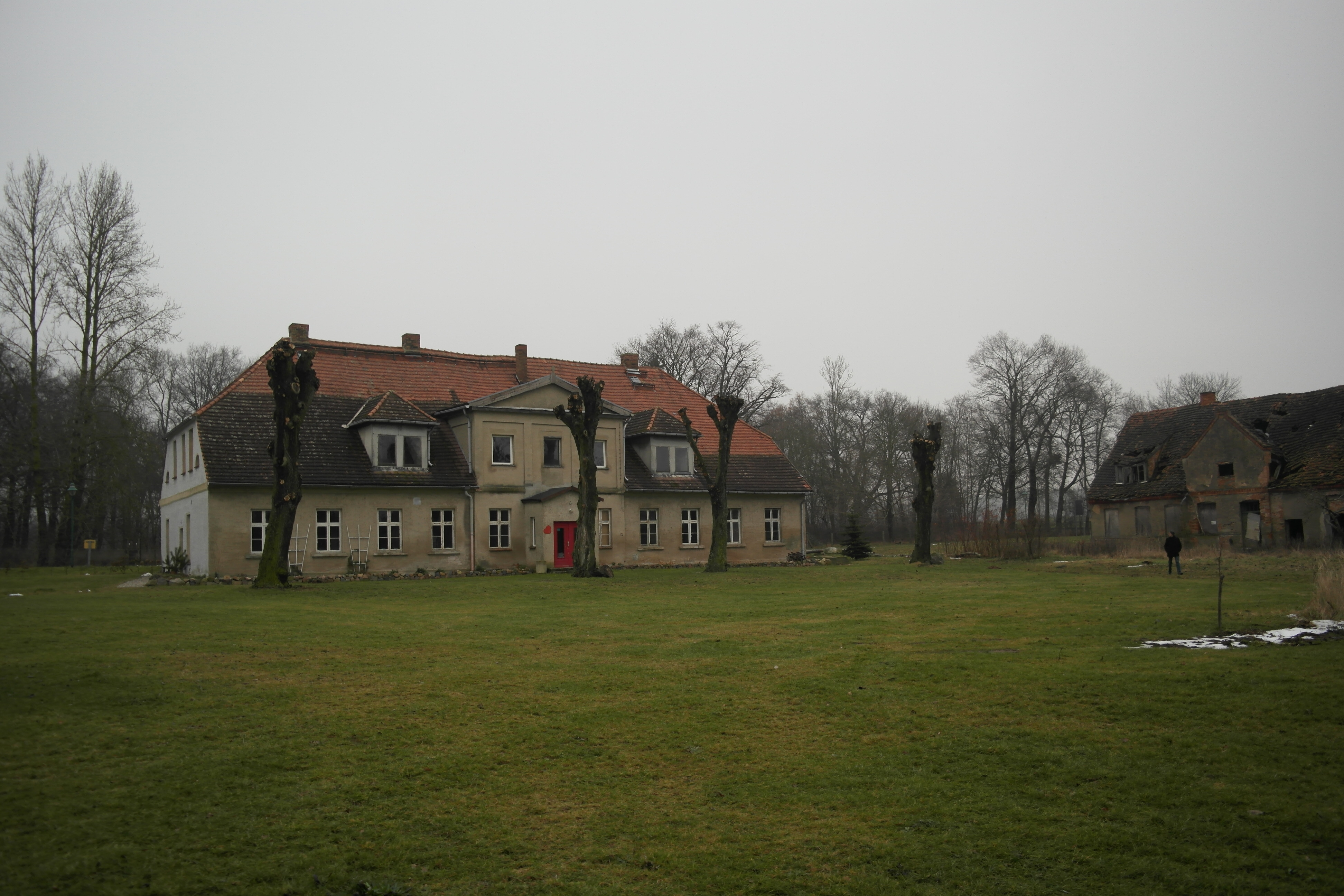
Gutsanlage Buschhof

Das unter Denkmalschutz stehende Gutshaus Buschhof ist ein Herrenhaus im Schwarzer Ortsteil Buschhof in Mecklenburg-Vorpommern.

## Baugeschichte
Um 1650 bestand in Buschhof eine Meierei, die im Volksmund Dasselbusch genannt wurde.
Das jetzige Gutshaus ist ein um 1790 errichteter eingeschossiger, elfachsiger verputzter Backsteinbau auf Feldsteinfundament. Die Gewölbekeller stammen noch vom Vorgängerbau. Die Hofseite wurde 1816 mit einem flachen klassizistischen Dreiecksgiebel ergänzt. Des Weiteren gehören zur Gutsanlage zwei Scheunen und ein Stall.
In den 2000er Jahren fand eine umfassende Renovierung statt.

## Besitzer
Ab 1816 wurde die Gutsanlage Buschhof vererbpachtet und nach dem Ersten Weltkrieg privatisiert. Nachweisliche Besitzer waren:
- 1816–18xx: Georg Ludwig Moritz Kettner
- 18xx–1918: Georg Adolf Ludwig Kettner
- 1918–19xx: Adolf Schliemann
- 19xx–1945: Axel Schliemann

## Nutzung nach 1945
Nach dem Zweiten Weltkrieg diente das Gutshaus als Notunterkunft für Heimatvertriebene. Zu DDR-Zeiten beherbergte es einen Kindergarten, eine Gaststätte, eine Konsum-Verkaufsstelle, Festräume und Wohnungen.
2002 wurde das Gutshaus privat erworben. Die Festräume werden heute noch genutzt. Bis 2005 wurden die Ställe vom Agrarunternehmen Schwarzer Landprodukte e. G. gepachtet.
2013 eröffnete auf der Gutsanlage ein Garten-Café, das im Sommerhalbjahr am Wochenende geöffnet hat.